# Josep Pont i Sans
Josep Pont i Sans (Bellpuig, 1 d'abril de 1949) és un polític català, diputat al Parlament de Catalunya en la VII i VIII legislatura.
Josep Pont és informàtic, Perit mercantil i tècnic de màrqueting. Va treballar a la Caixa Rural Provincial de Lleida. En el sector privat va ser administrador i director de màrqueting de diferents empreses.:
- Director de Processament de Dades a la Caixa Rural Provincial de Lleida
- Director de Marqueting i publicitat a GEMI ALIMENT SA

L'any 1982 es va afiliar a Convergència Democràtica de Catalunya. L'any 1987 es va convertir en l'alcalde de Bellpuig, càrrec que va ocupar fins al 2007. L'any 1989 va ser elegit diputat a la Diputació de Lleida i president des del 1999 fins al 2003.
Va ser elegit diputat al Parlament de Catalunya per Convergència i Unió a les eleccions al Parlament de Catalunya de 2003 i a les del 2006.